# San Antonio Spurs 1974-1975
La stagione 1974-75 dei San Antonio Spurs fu l'8ª nella ABA per la franchigia.
I San Antonio Spurs arrivarono secondi nella Western Division con un record di 51-33. Nei play-off persero la semifinale di division con gli Indiana Pacers (4-2).

## Classifica
| Squadra                 | V  | P  | %    | GB |
| ----------------------- | -- | -- | ---- | -- |
| Denver Nuggets          | 65 | 19 | 77,4 | -  |
| San Antonio Spurs       | 51 | 33 | 60,7 | 14 |
| Indiana Pacers          | 45 | 39 | 53,6 | 20 |
| Utah Stars              | 38 | 46 | 45,2 | 27 |
| San Diego Conquistadors | 31 | 53 | 36,9 | 34 |

## Roster
| N° | Naz.                   | Ruolo | Sportivo       | Anno | Alt. | Peso |
| -- | ---------------------- | ----- | -------------- | ---- | ---- | ---- |
| 13 | Stati Uniti (bandiera) | G     | James Silas    | 1949 | 183  | 82   |
| 20 | Stati Uniti (bandiera) | G     | Donnie Freeman | 1944 | 191  | 84   |
| 21 | Stati Uniti (bandiera) | G     | Bob Warren     | 1946 | 196  | 86   |
| 22 | Stati Uniti (bandiera) | G     | George Karl    | 1951 | 188  | 84   |
| 23 | Stati Uniti (bandiera) | A     | Will Franklin  | 1949 | 201  | 100  |
| 25 | Stati Uniti (bandiera) | AC    | Coby Dietrick  | 1948 | 208  | 100  |
| 30 | Stati Uniti (bandiera) | A     | Chuck Terry    | 1950 | 198  | 98   |
| 31 | Paesi Bassi (bandiera) | C     | Swen Nater     | 1950 | 211  | 109  |
| 33 | Stati Uniti (bandiera) | AC    | Rich Jones     | 1946 | 198  | 100  |
| 34 | Stati Uniti (bandiera) | A     | Stan Love      | 1949 | 206  | 98   |
| 40 | Stati Uniti (bandiera) | A     | Collis Temple  | 1952 | 203  | 100  |
| 44 | Stati Uniti (bandiera) | GA    | George Gervin  | 1952 | 201  | 82   |

## Staff tecnico
- Allenatori: Tom Nissalke (18-10) (fino al 13 dicembre)[1], Bob Bass (33-23)
- Vice-allenatore: Rudy Davalos